# Štěkře
Štěkře je malá vesnice, část obce Dolní Třebonín v okrese Český Krumlov. Nachází se asi 2 km na severozápad od Dolního Třebonína. Je zde evidováno 15 adres.
Štěkře je také název katastrálního území o rozloze 2,04 km².

## Historie
První písemná zmínka o vesnici pochází z roku 1336, kdy je jako majitel uváděn Menhart ze Štěkře. Historický lexikon obcí však uvádí rok 1339.

## Pamětihodnosti
- Boží muka jižní okraj obce
- Boží muka jižní okraj obce, směr Zlatá Koruna
- Tvrz U Kalkusů, někdy také U Kalkušů; rod Kalkušů vlastnil tvrz již v 18. stol.[4]

## Galerie

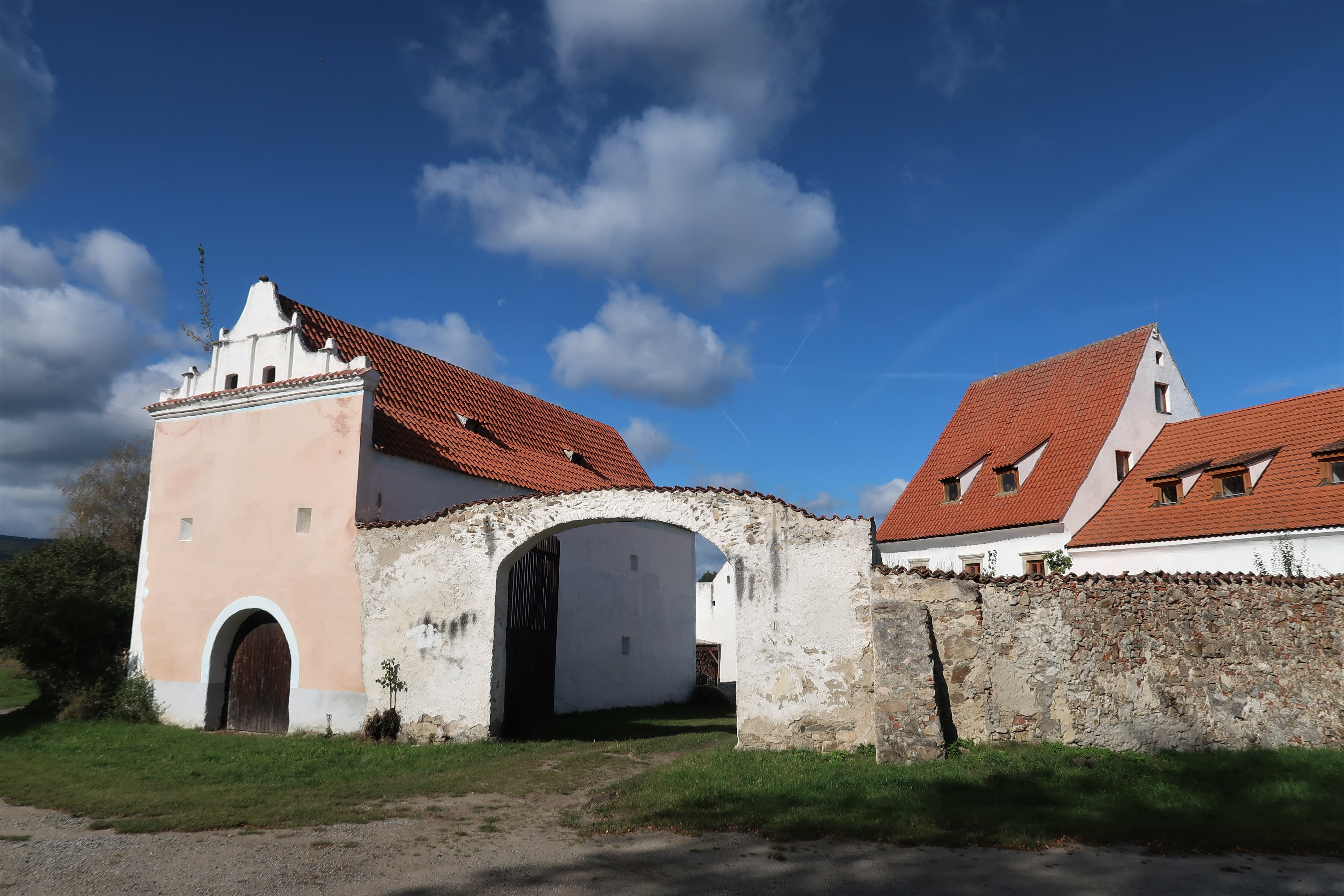
Tvrz Štěkře
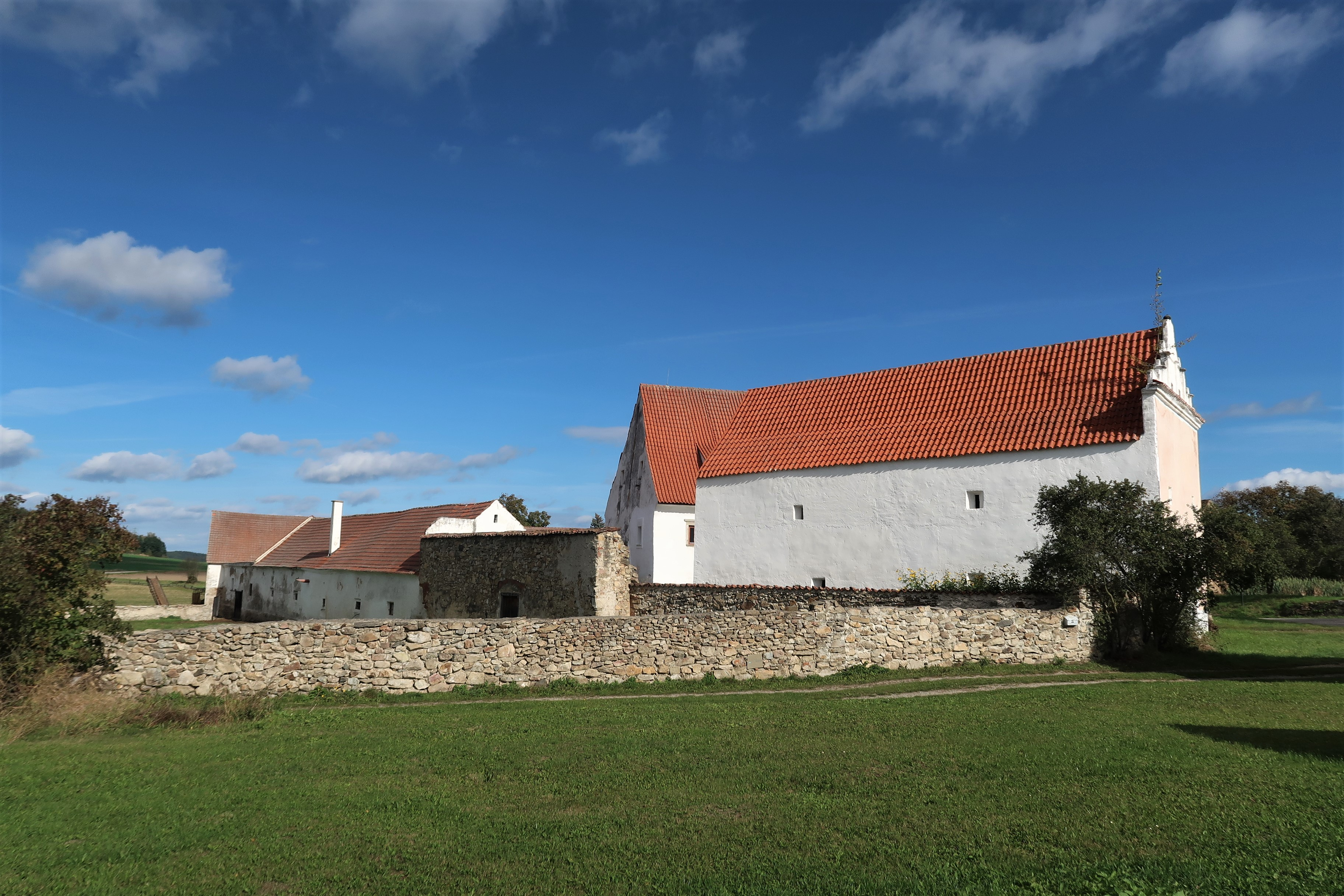
Tvrz Štěkře, pohled od západu
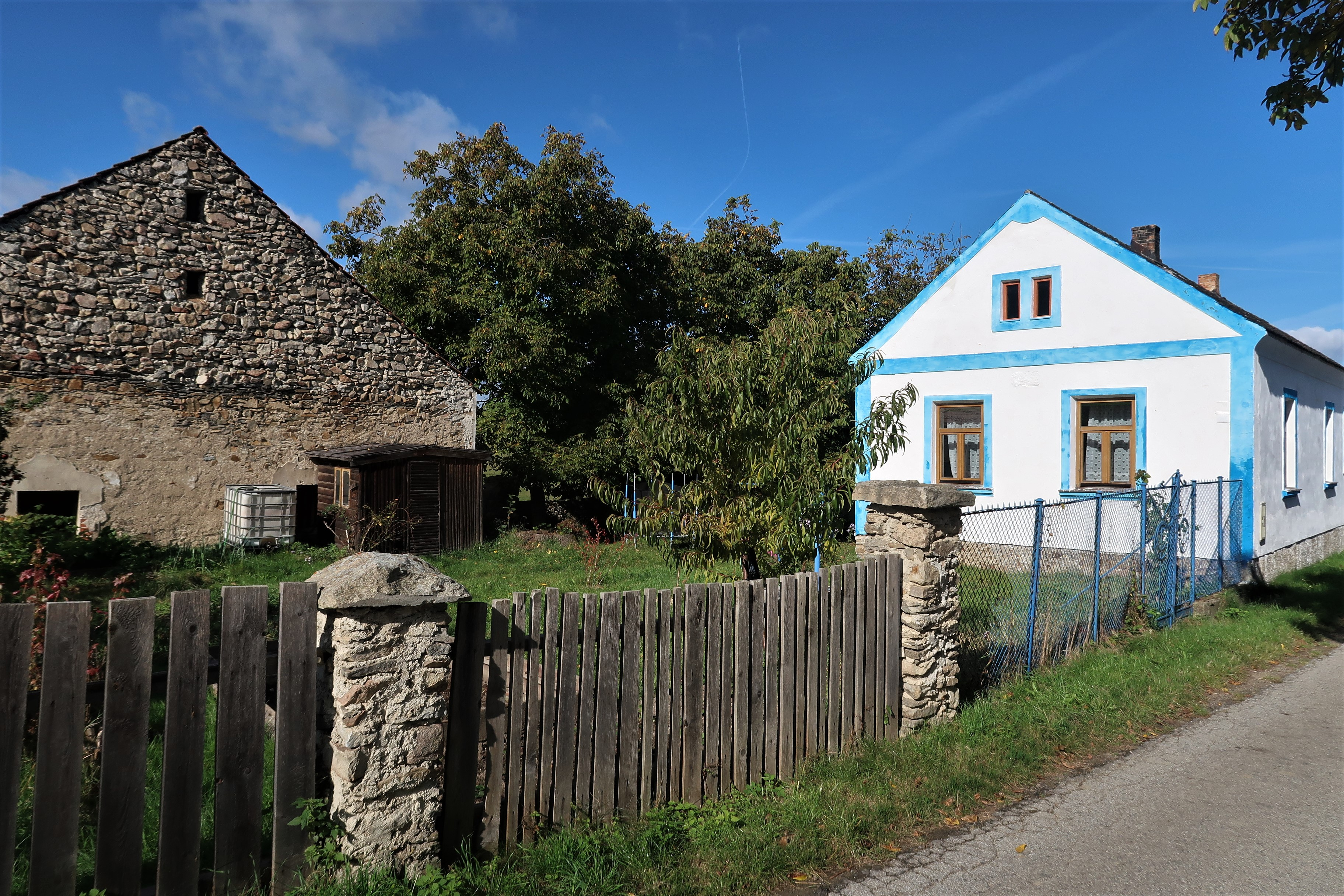
Štěkře č.p. 2
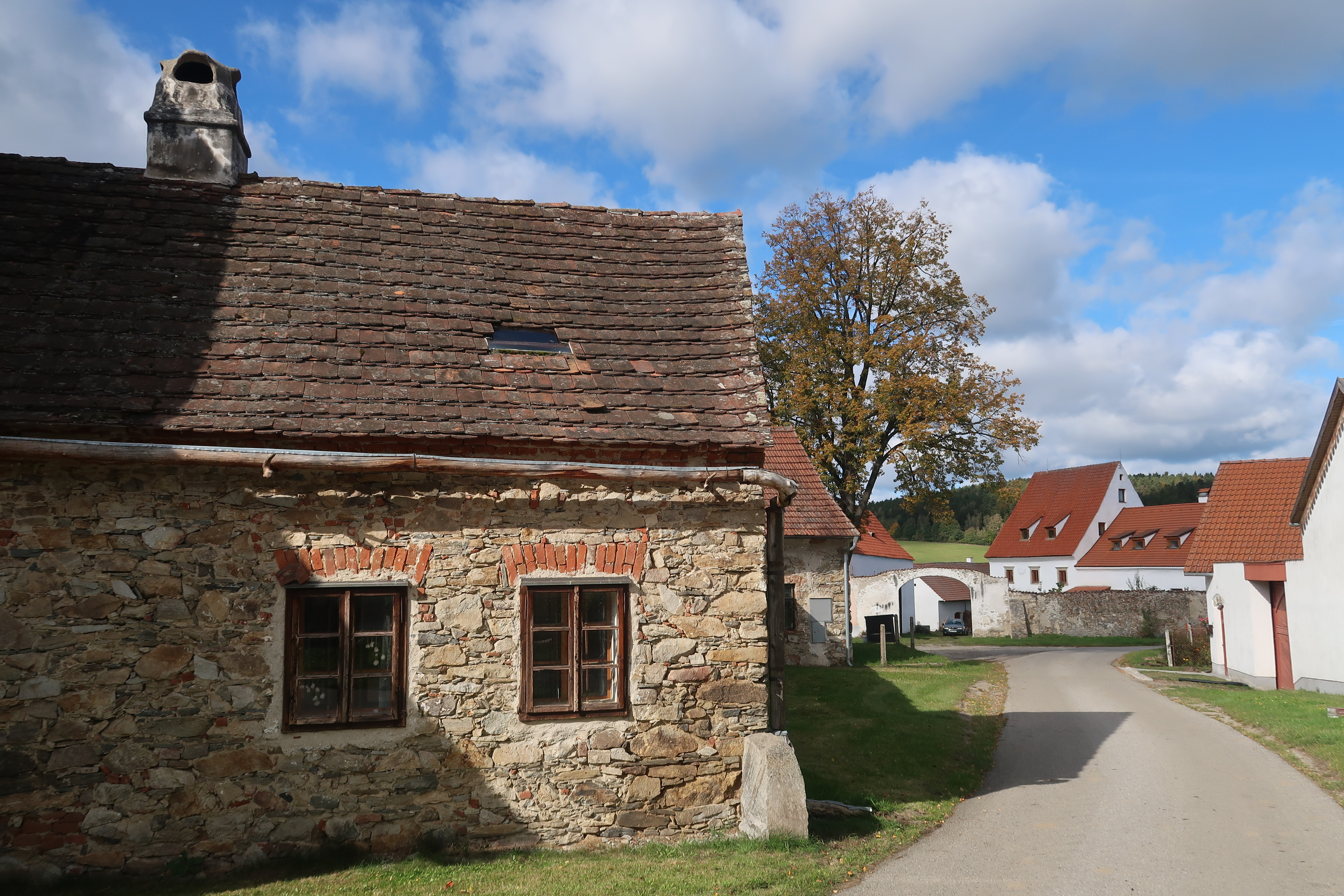
Štěkře č.p. 9
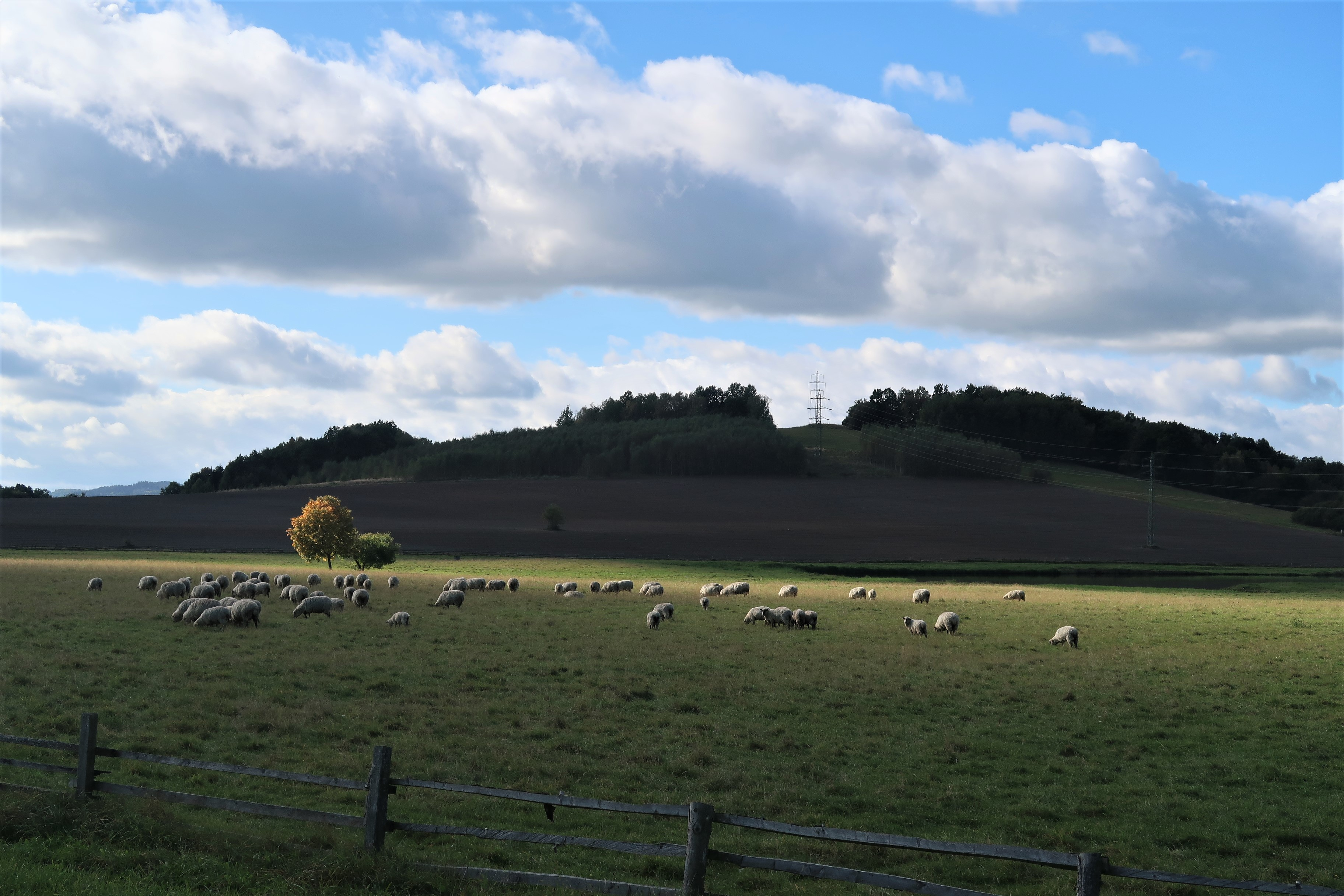
Pastviny mezi Zálužím a Štěkří